# ولز-نکس-ده-سی
latitudeولز-نکس-ده-سیlongitudeولز-نکس-ده-سی
ولز-نکس-ده-سی (به انگلیسی: Wells-next-the-Sea) یک شهرک در بریتانیا است که در انگلستان واقع شده‌است.

## خصوصیات
ولز-نکس-ده-سی ۱۶٫۳۱ کیلومترمربع مساحت و ۲٬۴۵۱ نفر جمعیت دارد.

## نگارخانه

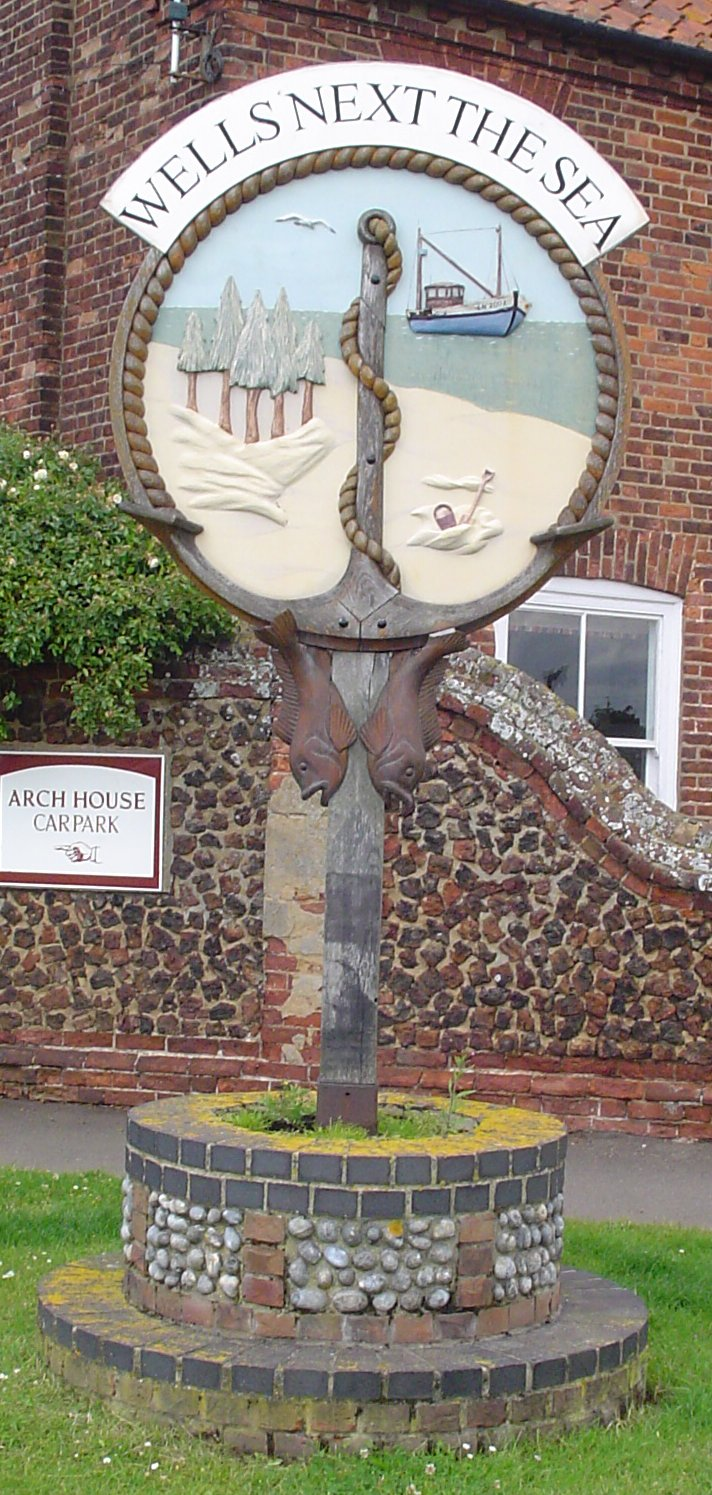
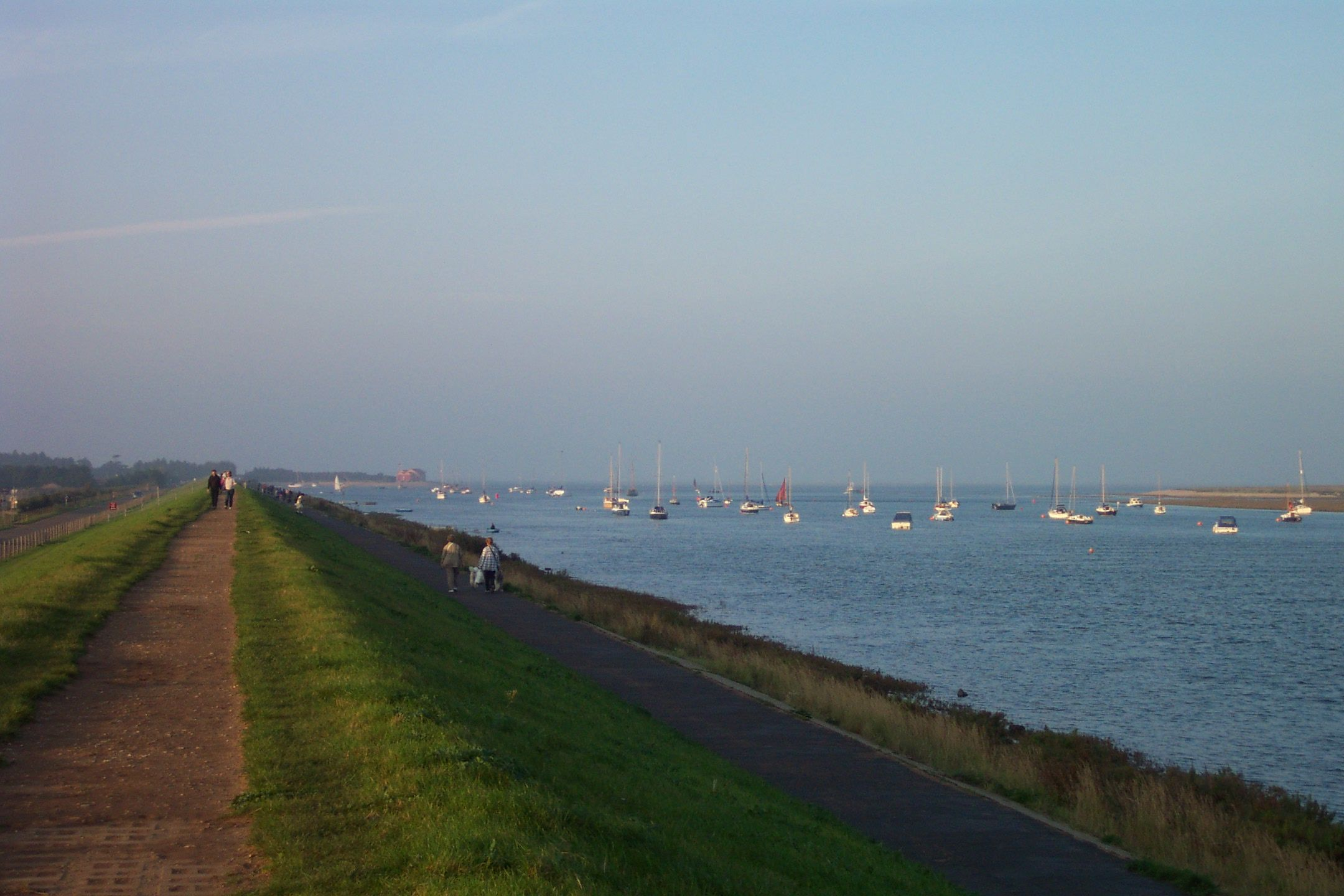
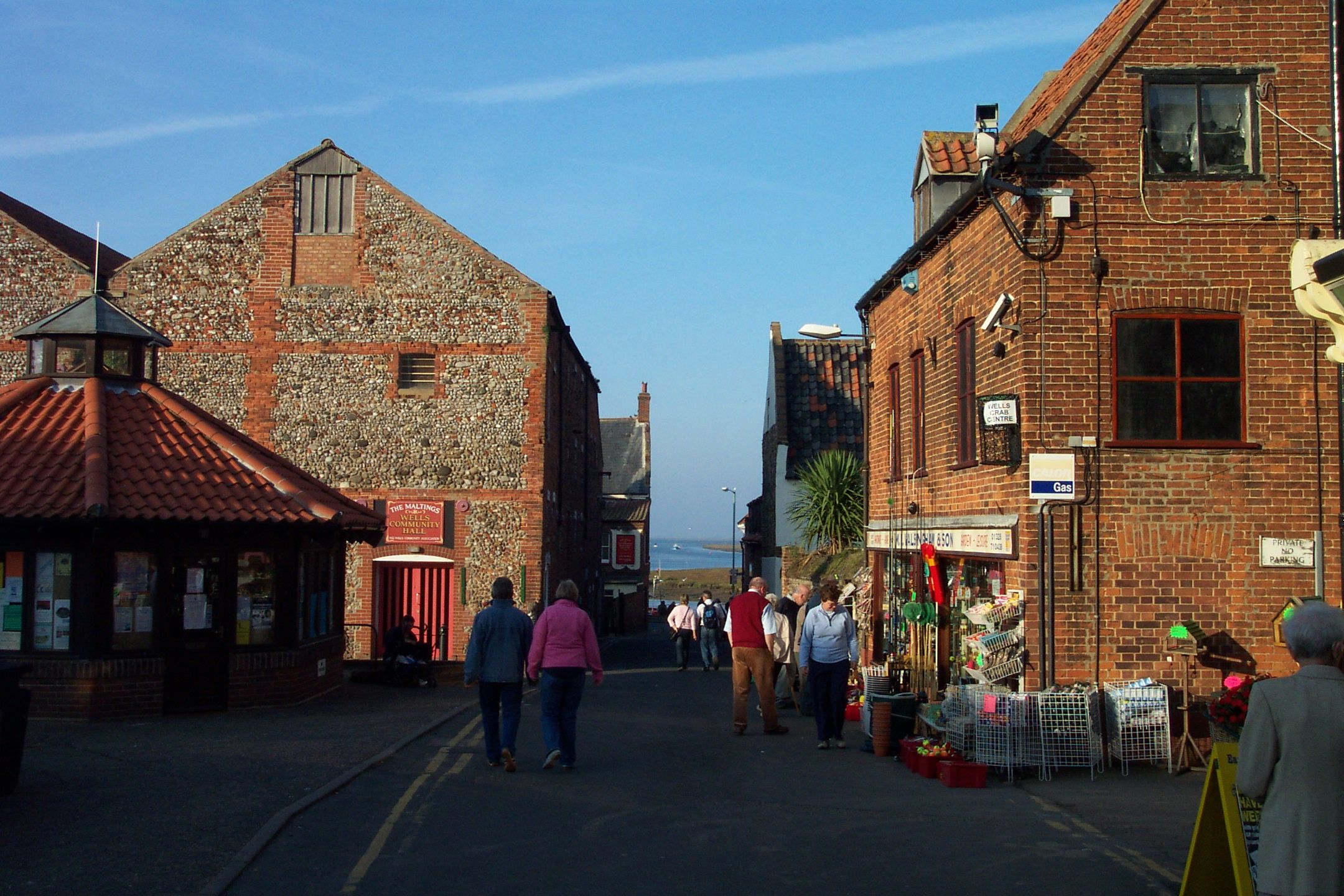
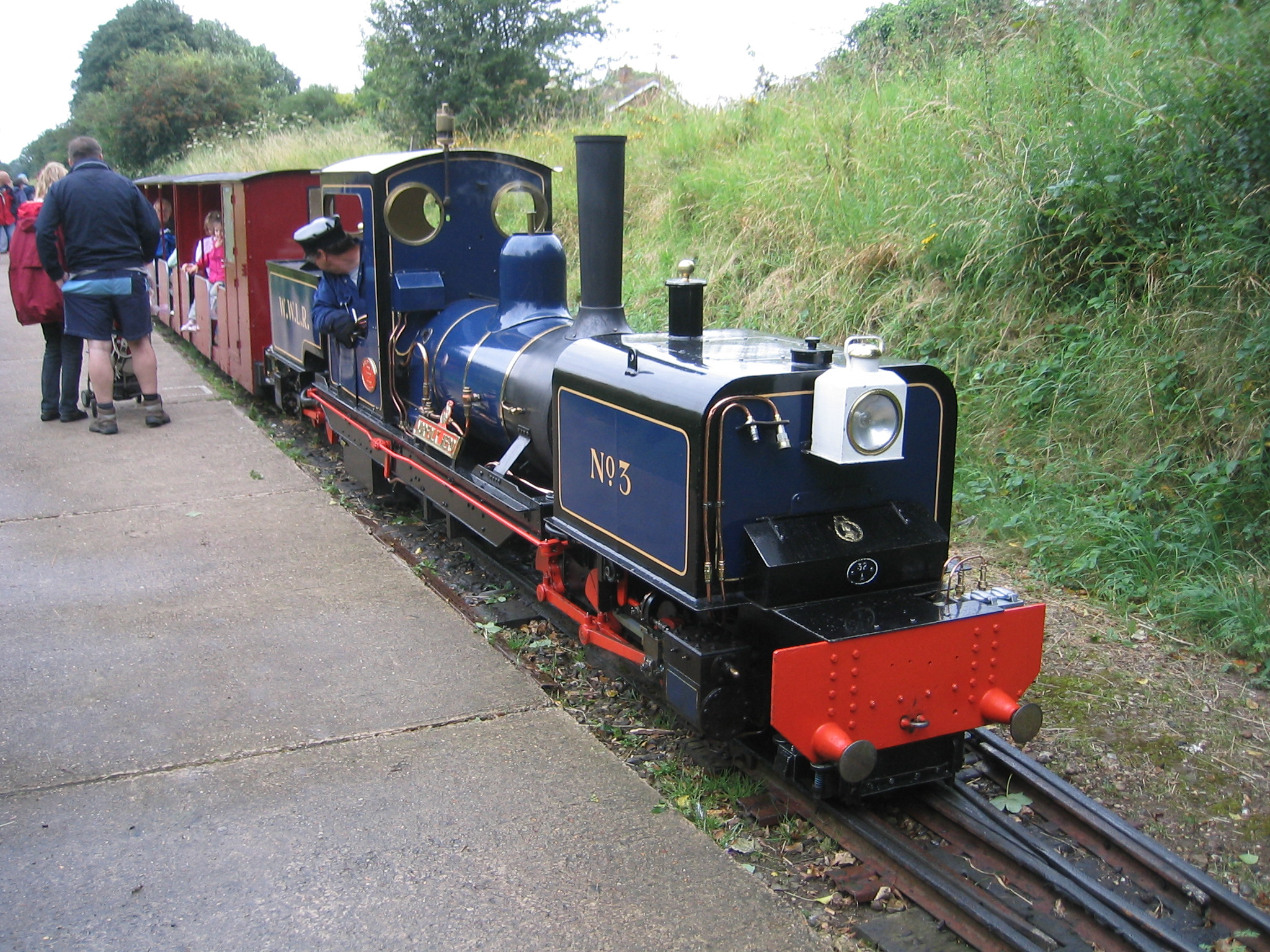